# Norske Kvinners Nasjonalråd
Norske Kvinners Nasjonalråd (N.K.N.) – deutsch etwa: Norwegischer Frauennationalrat – war ein Dachverband für norwegische Frauenorganisationen. Er wurde 1904 gegründet, um den norwegischen Frauen die Teilnahme am International Council of Women (ICW) zu ermöglichen. Die Gründung erfolgte auf Initiative von Gina Krog, die auch Vorsitzende bis zu ihrem Tod 1916 war. Mitglieder des N.K.N. waren sowohl nationale Organisationen (wie z. B. Norske Kvinners Sanitetsforening) als auch kleine lokale Frauengruppen. Die Mitgliedsvereine waren keinem feststehenden Programm verpflichtet, aber es galt das vom ICW übernommene Motto: Alt hvad I vil at andre skal gjøre mot Eder, det gjør også for dem. („Was ihr wollt, dass euch die anderen tun, das tut ihnen auch.“).
Der Rat übte bis in die 1980er Jahre großen Einfluss auf Politik, Öffentliche Meinung und Gesetzgebung aus, litt aber zunehmend an Meinungsverschiedenheiten zwischen den Mitgliedsvereinen, vor allem was den Schwangerschaftsabbruch und die Berufstätigkeit von Frauen betraf. Nach dem Austritt einiger Vereine geriet der Rat in finanzielle Schwierigkeiten und beschloss seine Auflösung zum 1. Januar 1990. Erst 2014 wurde mit der Norges kvinnelobby eine Nachfolgeorganisation mit ähnlicher Struktur gegründet.

## Organisation

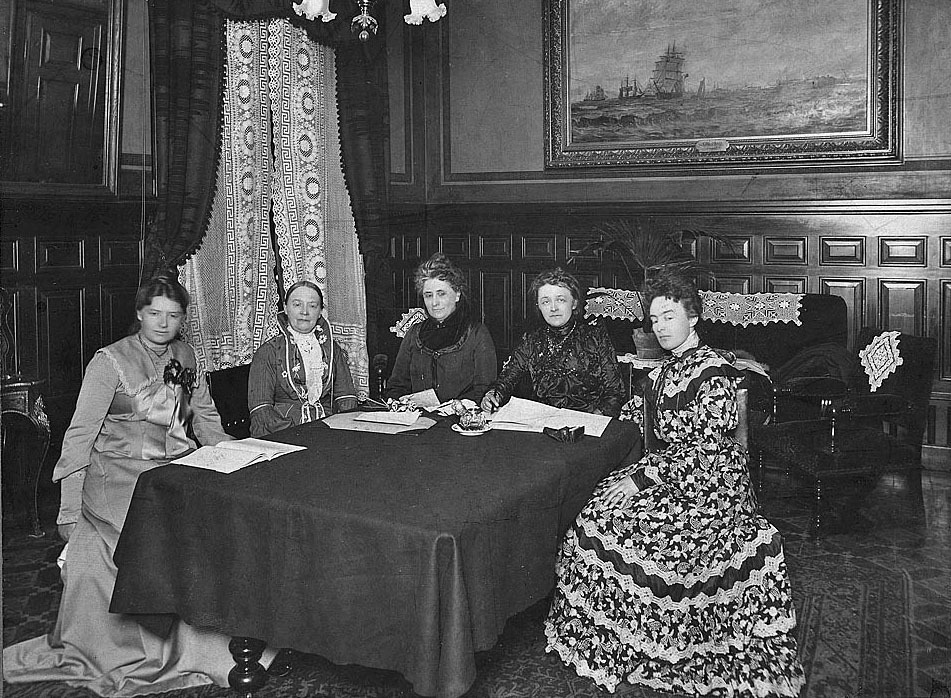
Der erste Vorstand (1904–1906) des Norske Kvinners Nasjonalråd. Links nach rechts: Karen Grude Koht, Fredrikke Marie Qvam, Gina Krog, Betzy Kjelsberg and Katti Anker Møller.

Vereinsziel war, die Verbindungen und die Zusammenarbeit zwischen den Organisationen norwegischer Frauen zu fördern sowie die norwegischen Frauen im International Council of Women zu vertreten. Es konnten nur Organisationen aufgenommen werden, die von Frauen geleitet wurden. Die Zweigstellen waren zum Teil große nationale Organisationen und zum Teil – sogar überwiegend – lokale Frauenräte. Letztere mussten Frauen aus mindestens drei verschiedenen Vereinigungen umfassen. Außerdem gab es Einzelmitglieder, die 1921 zwanzig Kronen als jährlichen Mitgliedsbeitrag zahlten.

### Mitgliedsvereine
Die nationalen Organisationen verfolgten unterschiedliche Zwecke; sie umfassten Frauenrechtsorganisationen wie die Norwegische Frauenrechtsvereinigung (Norsk Kvinnesaksforening), Berufsverbände wie die Nationale Lehrervereinigung (Landslærerinneforeningen) oder die Norwegische Krankenschwesternvereinigung (Norsk Sykepleierskeforbund), Missionsvereine und Sittlichkeitsvereine sowie Wohlfahrtsorganisationen wie die Norwegische Frauengesundheitsvereinigung (Norske Kvinners Sanitetsforening). Letztere war 1935 mit über 100.000 Mitgliedern die größte der 26 nationalen Organisationen im N.K.N., gefolgt von Norges Husmorforbund mit 25.000 Mitgliedern.S. 241
Frauenorganisationen aus der Arbeiterbewegung wurden mehrmals erfolglos zum Beitritt eingeladen. „Die Frauenbewegung der Arbeiterpartei bezeichnete die NKN als eine bürgerliche Organisation.“ Die Arbeiterinnen „haben sich immer mehr mit ihren männlichen Parteikollegen solidarisiert als mit ihren Schwestern aus anderen sozialen Schichten.“S. 241 Die jüngste Frauenorganisation, die 1918 gegründete, „mächtige und gut geführte“S. 241 Bäuerinnenvereinigung (Norges Bondekvinnelag, heute Norges Bygdekvinnelag) trat erst 1948 bei.
Während die großen Organisationen schon vor dem Nationalrat existierten, entstanden die lokalen Räte erst auf Anregung des N.K.N. „Drei Frauenorganisationen in einem Dorf oder einer Stadt reichen aus, um einen lokalen Frauenrat zu bilden. In gewisser Weise ist der lokale Frauenrat ein Nationalrat in kleinerem Rahmen. Die Frauenräte haben an verschiedenen Orten auf unterschiedliche Weise gearbeitet, aber sie waren immer Organe für die Interessen der Frauen, das wachsame Gewissen des Ortes.“S. 241 1935 gab es 42 von ihnen.

### Leitungsorgane

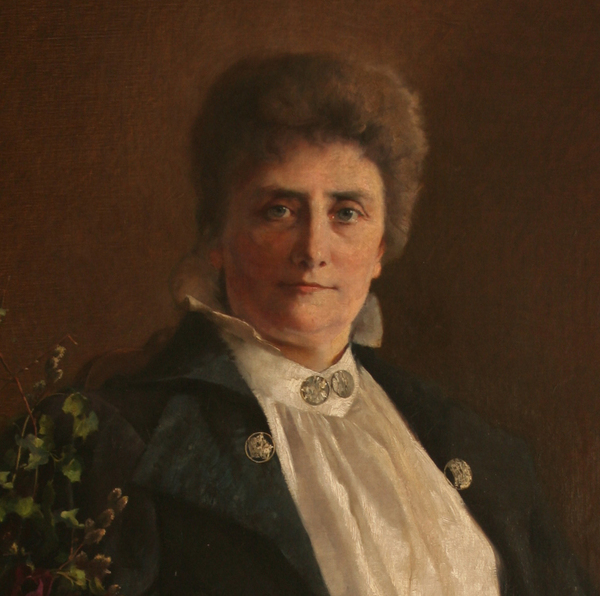
Gina Krog, Gründerin und erste Vorsitzende des N.K.N. (Porträt von Asta Nørregaard)

Leitungsorgane des N.K.N. waren der Vorstand, der Rat und die Nationale Versammlung. Der Vorstand bestand aus sieben Mitgliedern, inklusive der Vorsitzenden und deren Stellvertreterin. Jede Mitgliedsorganisation wählte zwei Vertreterinnen, die zusammen mit dem Vorstand den Rat bildeten. Das höchste Gremium waren die Nationalen Versammlungen (landsmøtene), die alle drei, später zwei Jahre an wechselnden Orten stattfanden und als „Frauenparlament“ (kvinnenes storting) bezeichnet wurden. „In vielen Ländern war der Nationalrat eine leere Form und nichts weiter, nicht so bei uns.“ (Anna Caspari Agerholt)S. 242

### Zeitschriften
Der N.K.N. gab verschiedene Zeitschriften heraus, um seine Mitglieder zu informieren. 1953 wurde der erste Jahrgang von NKN’s blad herausgegeben (ab 1962 von Anne Johanne Kvale redigiert). 1967 wurde diese Zeitschrift mit Norges Kvinner fusioniert, einem 1921 gegründeten, eher traditionellen Frauenmagazin, das aber schon 1977 sein Erscheinen einstellte. In den 1980er Jahren wurde ein neuer Anlauf genommen, mit NKN-kontakt als Organ des N.K.N. und NKN’s u-landsinformasjon als Informationsblatt für Entwicklungszusammenarbeit, mit der sich der Rat seit 1977 beschäftigte.

## Geschichte

### Gründung
Die Gründung des N.K.N. wurde „bezeichnenderweise“ von Gina Krog initiiert. „Mit ihrer stattlichen Erscheinung und ihrem klaren Geist war sie eine hervorragende Vertreterin der norwegischen Frauen auf ausländischen Kongressen.“S. 91 1899 nahm sie als Vertreterin mehrerer Frauenorganisationen am Kongress des ICW in London teil „und erhielt den Auftrag, sich in ihrem Heimatland für einen nationalen Verband von Frauenorganisationen einzusetzen, der dem International Council of Women angeschlossen werden könnte.“S. 240
Ein von Norsk Kvinnesaksforening 1902 gewähltes Komitee unterstützte Frau Krog bei der Gründung eines Norwegischen Frauennationalrats, der schließlich am 8. Januar 1904, bestehend aus 26 Mitgliedsvereinen, gegründet wurde.S. 240 Der erste, bis 1906 amtierende Vorstand, bestand aus Gina Krog, Fredrikke Marie Qvam, Betzy Kjelsberg, Karen Grude Koht und Katti Anker Møller. Gina Krog war Vorsitzende bis zu ihrem Tod 1916, Fredrikke Qvam war bis 1913 ihre Stellvertreterin.

### 1904–1940

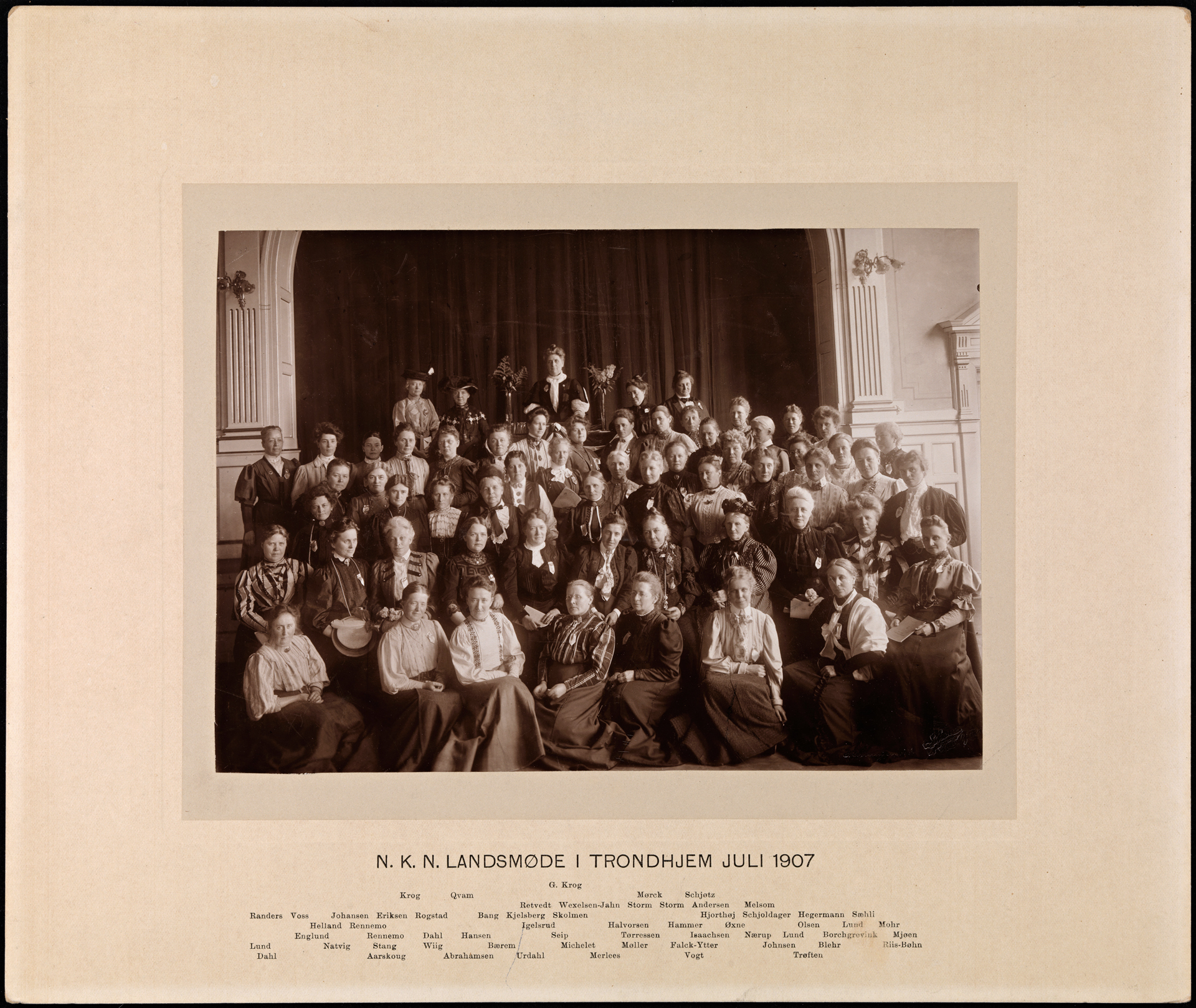
N.K.N. Landsmøde in Trondheim, Juli 1907

Der N.K.N. hatte kein feststehendes Programm, in Ausschussarbeit und auf den Nationalen Versammlungen wurden konkrete Beschlüsse getroffen und später umgesetzt. „Zu den ersten Kampagnenthemen gehörten das Frauenwahlrecht, das Recht der Frauen, Vormund zu werden, das Recht der Frauen auf freie Wahl von Ausbildung und Beruf sowie der Kampf gegen den hvit slavehandel.“ (Weißer Sklavenhandel, d. h. Zwangsprostitution von vor allem ausländischen Frauen.)
1920 gründete der Nationalrat unter der Vorsitzenden Nico Hambro die erste Sozialschule Norwegens (NKNs Sociale Kurser, später NKNs Socialskole), 30 Jahre vor weiteren Initiativen dieser Art. „Diese einjährigen Kurse, die bis 1950 das einzige Ausbildungsprogramm für Frauen waren, die in der Sozialarbeit tätig werden wollten“, wurden bis Ende 1940 abgehalten. Sie wurden ab 1931 von Anna Caspari Agerholt geleitet, die bereits seit 1925 in den Kursen Sozialgeschichte und Norwegisch unterrichtet hatte und durch ihre Geschichte der Frauenbewegung (Den norske kvinnebevegelses historie) von 1937 bekannt geworden ist.
Im Sommer 1920 fand der aktuelle ICW-Kongress in Kristiania statt und Norske Kvinners Nasjonalråd war Gastgeber. Die Veranstaltung, die sich in Erinnerung an den Weltkrieg der „Schaffung von Frieden zwischen den Völkern“ widmete, war so politisch bedeutsam, dass sich das norwegische Parlament mit 500.000 Kronen an den Kosten beteiligte und sogar seinen Sitzungssaal den Frauen für ihre Verhandlungen zur Verfügung stellte.S. 242
„Der Nationalrat wurde zu einem wichtigen Forum für politische Diskussionen und Aktivitäten von Frauen, die bis in die 1970er Jahre in politischen Foren nicht nennenswert vertreten waren, und der Rat wurde auch zu einem wichtigen Beratungsorgan für die Behörden.“ „Unzählige Empfehlungen wurden an die Regierung und das Parlament gesandt, wenn die Interessen der Frauen bedroht waren oder neue Reformen anstanden.“S. 242 Z. B. 1928, als die Regulierung des Verkaufs von Verhütungsmitteln ein Thama war.S. 305

### Zweiter Weltkrieg

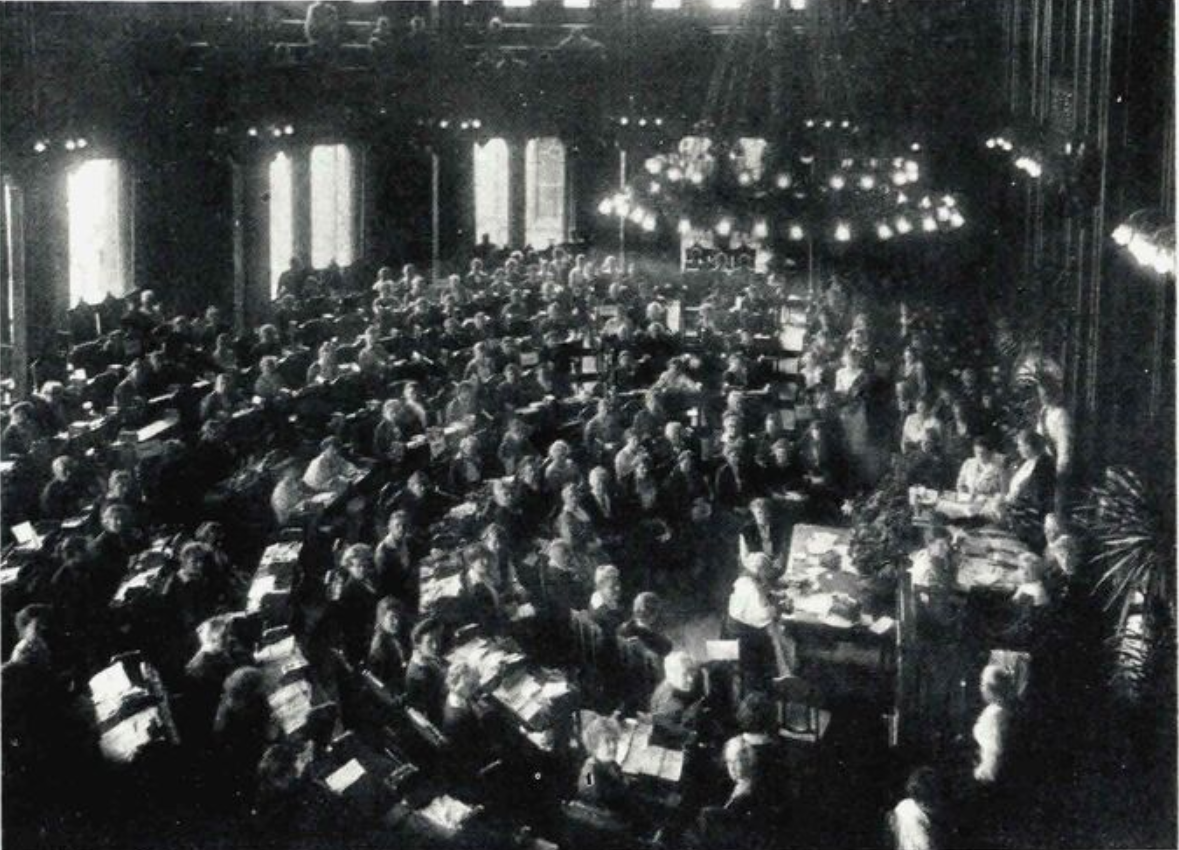
Sitzung des International Council of Women (ICW) im Sitzungssaal des Storting, 1920

Angesichts des drohenden Krieges wurde der N.K.N. im Jahr 1938 gebeten, Frauen für Arbeiten im Falle einer Mobilmachung vorzubereiten und zu schulen. Dies erfolgte im Rahmen der neu gegründeten Kvinnenes Arbeidshjelp (Frauen-Arbeitshilfe). „Ab Herbst 1940 sah es der NKN als seine Aufgabe an, eine gemeinsame Front der Frauenorganisationen gegen die Deutschen und die Nasjonal Samling zu schaffen. Im Mai 1941 unterzeichnete die Vorsitzende des NKN, Sigrid Stray, zusammen mit den Vorsitzenden von 42 anderen Organisationen einen Protestbrief an Reichskommissar Terboven.“
Bereits im Dezember zuvor war die Sozialschule der N.K.N. verboten und ihr Vermögen beschlagnahmt worden. Nun wurden auch alle unterzeichnenden Vereine entweder aufgelöst und verboten oder unter die Kontrolle eines „Treuhänders“ der Nasjonal Samling gestellt. Letzteres betraf auch den Nationalrat, in dem Gunvor Haagensen die Macht übernahm. „In Zusammenarbeit mit Ragna Prag Magelssen übernahm sie das Büro des NKN und beschlagnahmte die Verhandlungsprotokolle, Archive, Akten, Barbestände und alles andere Eigentum. Der gesamte Vorstand des NKN trat sofort zurück, und innerhalb kurzer Zeit stellten die lokalen Räte ihre Tätigkeit ein. Während der restlichen Zeit des Zweiten Weltkriegs trafen sich die Mitglieder zu privaten Versammlungen.“

### Nachkriegszeit
Nach den Krisen- und Kriegsjahren, in denen die Stimme der Frauen im Tumult der Politik untergegangen war, orientierte sich der Nationalrat neu. Die Nationale Versammlung von 1953 beschloss eine Reihe von neuen Statuten und definierte den Zweck des NKN darin, „die Rechte der Frauen und ihre beruflichen, wirtschaftlichen, sozialen und kulturellen Interessen zu schützen“. (zitiert in) N.K.N. nahm zu den Themen Stellung, die Frauen direkt oder indirekt betrafen. Ab 1968 griff er in die Kommunalwahlen ein, mit dem Ziel, mehr Frauen in die Gemeindevertretungen zu bringen. In den 1970er Jahren bearbeitete er ein „breites Spektrum von Themen“, darunter Familienbesteuerung, Frauen im Militär und Gewalt gegen Frauen.
Da der Nationalrat auf seine konservativen Mitglieder, wie dem Hausfrauenverband (Norges Husmorforbund) oder dem Zentralvorstand der Sittlichkeitsvereine (Centralstyret for sedelighetsforeningene) Rücksicht nehmen musste, konnte er in der Frage der Legalisierung des Schwangerschaftsabbruchs den Standpunkt der neu entstehenden feministischen Bewegung nicht teilen. Der Rat äußerte sich teils zurückhaltend, teils klar gegen die Abtreibung. Dies führte 1972 zum Austritt des Norsk Kvinnesaksforening aus dem N.K.N.

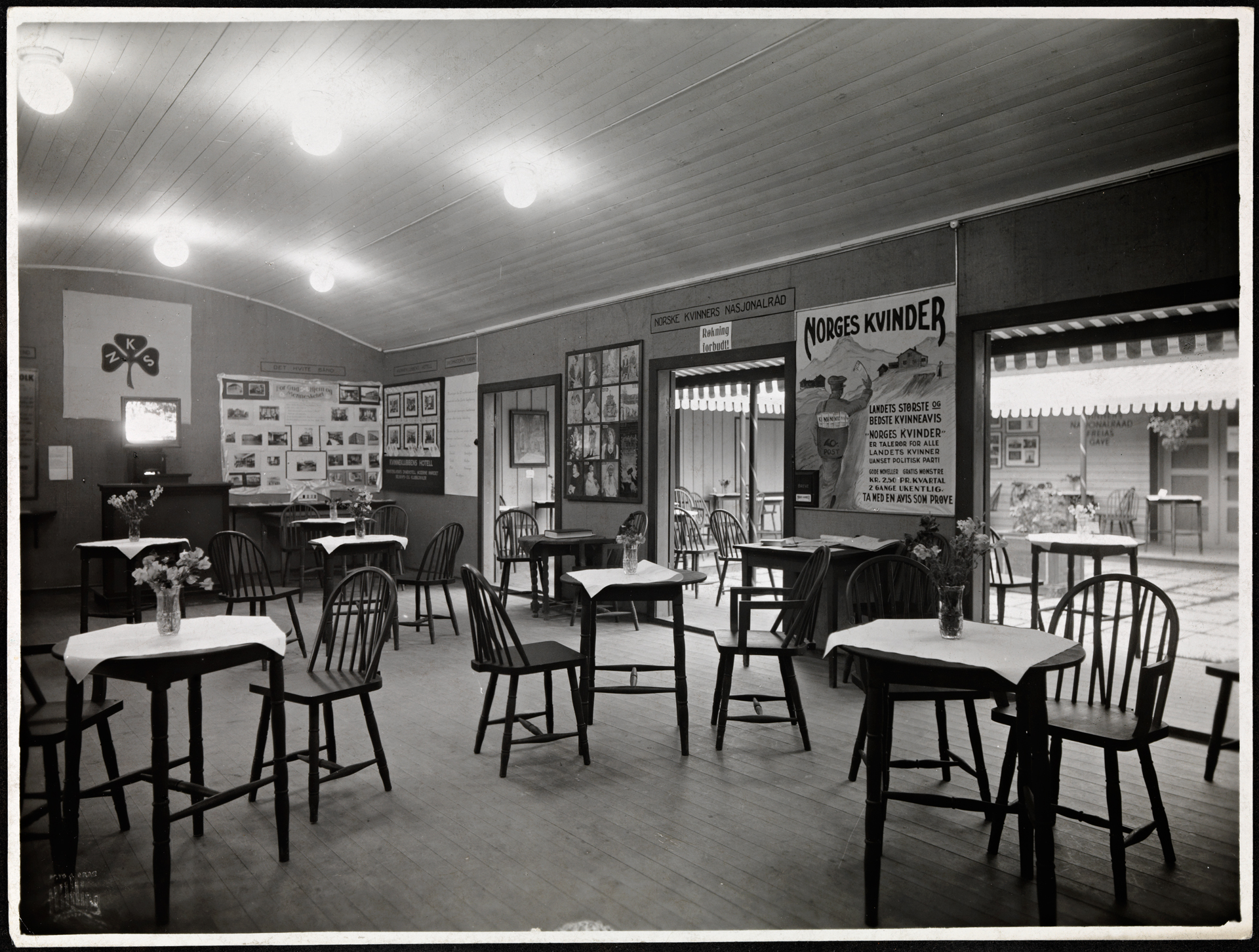
Der Pavillon des N.K.N. auf der Trondheimer Ausstellung 1930. Links das Logo von Norske Kvinners Sanitetsforening, rechts neben der Tür ein Werbeplakat für die Zeitung Norges Kvinder.

Die 1970er Jahre brachten aber auch Erfolge. Mit staatlicher Unterstützung konnte ein Pressedienst eingerichtet werden, und der N.K.N. erhielt einen Beobachterstatus in der norwegischen UN-Delegation. Er war im Likestillingsrådet engagiert, der im staatlichen Auftrag Maßnahmen zur Gleichstellung der Geschlechter vorbereitete, sowie in einer Reihe von anderen Komitees. Ab 1977 beschäftigte er sich mit Entwicklungszusammenarbeit und baute – unterstützt vom staatlichen Direktoratet for utviklingssamarbeid (Norad) – dafür einen Informationsdienst auf.
„Die 1980er Jahre waren für viele Frauenorganisationen eine schwierige Zeit. Einerseits nahm das starke Interesse an Frauenfragen ab, andererseits wurden öffentliche Aufgaben übernommen, für die die Organisationen zuständig gewesen waren.“ So wurden z. B. per Gesetz die vom Norske Kvinners Sanitetsforening betriebenen Gesundheitszentren an die jeweiligen Kommunen übergeben. Die unterschiedlichen Interessen der Mitgliedsvereine führten zu weiteren Austritten. 1987 verließ der Husmorforbund den N.K.N., der die Berufstätigkeit der Frauen förderte, was der Hausfrauenverband naturgemäß nicht als wesentliche Aufgabe ansah. Der Wegfall von Mitgliedern bedeutete auch einen dauerhaften finanziellen Ausfall.
„Die mit Abstand größte Organisation, der Norske Kvinners Sanitetsforening zog sich 1988 zurück. Dies machte es unmöglich, die Arbeit fortzusetzen.“ Auf der letzten Nationalen Versammlung 1989 beschloss der Norske Kvinners Nasjonalråd seine Auflösung. Der Informationsdienst zur Entwicklungszusammenarbeit wurde in den 1990er Jahren vom Dachverband Forum for Kvinner og Utviklingsspørsmål (FOKUS) weitergeführt. Das Archiv des N.K.N. wurde der Osloer Zweigstelle der Nationalbibliothek übergeben.

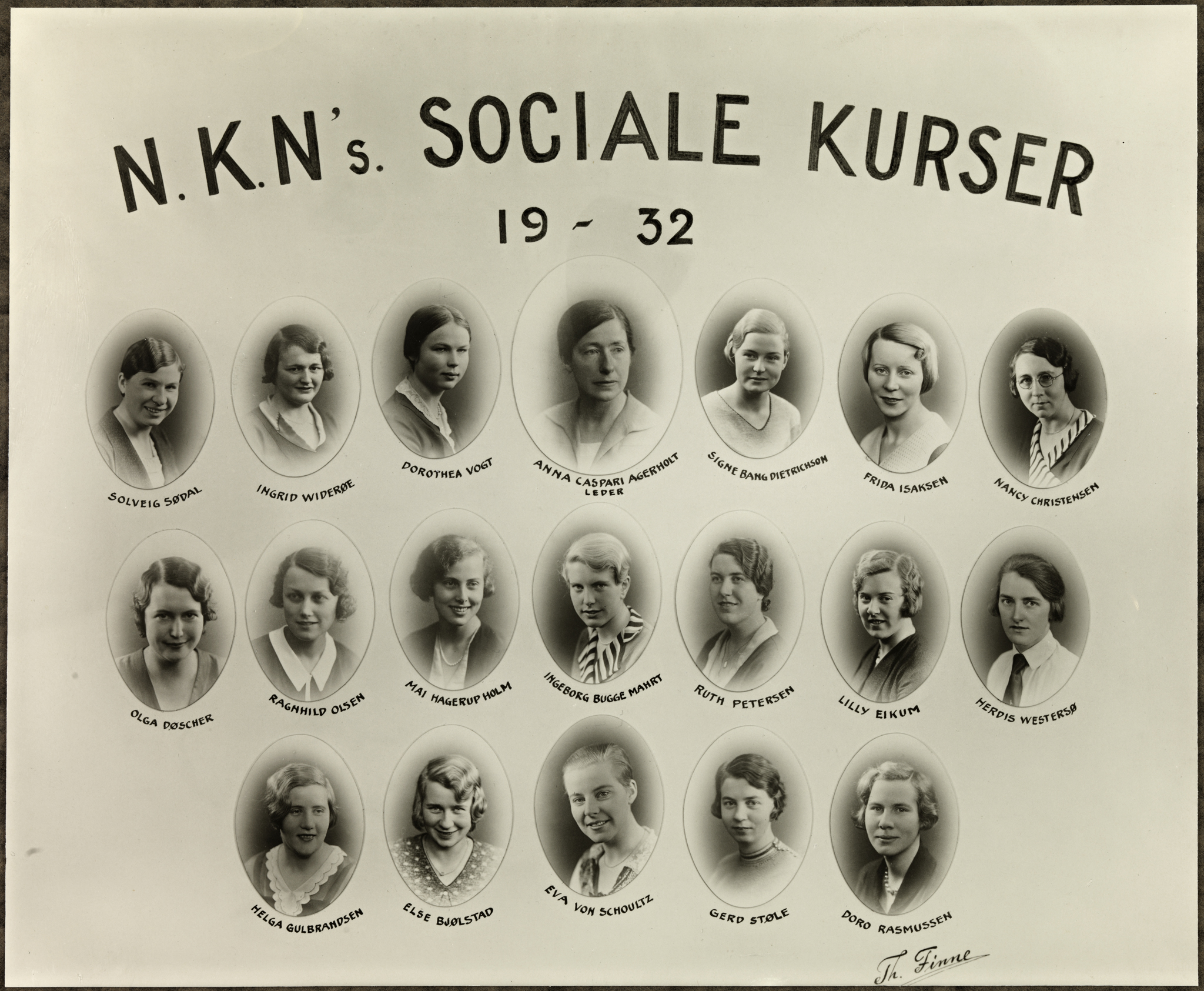
Der Jahrgang 1932 der Sozialschule des N.K.N. Die Leiterin Anna Caspari Agerholt umgeben von ihren Elevinnen.

| Name             | Von  | Bis  |
| ---------------- | ---- | ---- |
| Gina Krog        | 1904 | 1916 |
| Nico Hambro      | 1916 | 1922 |
| Betzy Kjelsberg  | 1922 | 1938 |
| Sigrid Stray     | 1938 | 1946 |
| Claudia Olsen    | 1946 | 1953 |
| Julla Sæthern    | 1953 | 1959 |
| Astri Rynning    | 1959 | 1968 |
| Birgit Wiig      | 1968 | 1973 |
| Anna Louise Beer | 1973 | 1979 |
| Grethe Værnø     | 1979 | 1981 |
| Kjellaug Skogen  | 1981 | 1985 |
| Ingjerd Johnson  | 1985 | 1989 |